# Colibri de Hartert
Phlogophilus harterti
Espèce
Statut de conservation UICN

 LC  : Préoccupation mineure
Statut CITES
Le Colibri de Hartert (Phlogophilus harterti) est une espèce de colibris de la sous-famille des Lesbiinae et de la tribu des Lesbiini.
Son nom commémore l'ornithologue allemand Ernst Hartert (1859-1933).

## Distribution
Le Colibri de Hartert est endémique au Pérou.

Carte de répartition de l'espèce

## Référence
(en) « Neotropical Birds Online », Cornell Lab of Ornithology, 10 août 2011